# Tomás Osvaldo González Morales
Tomás Osvaldo González Morales (Santiago, 20 de abril de 1935 - Punta Arenas, 12 de febrero de 2022) fue un obispo católico chileno. Tercer Obispo de Punta Arenas (1974-2006).

## Biografía

#### Monseñor Tomás González, sdb.
Fue el III Obispo Diocesano. Nació en Santiago el 20 de abril de 1935. Hijo de Osvaldo González Araya y Marta Morales Bascuñán. Salesiano, ingresó a la Congregación en 1951. Hizo los primeros votos el 31 de enero de 1952 y los últimos el 29 de enero de 1958.
Estudió en el Pont. Ateneo Salesiano de Turín. Licenciado en Filosofía y Teología. En el “Alphonsianum” de Roma Doctor en Teología Moral.
Ordenado sacerdote el 11 de febrero de 1963 en Turín por el Card. Mauricio Fossati, Arzobispo de Turín.
Director del Seminario de Lo Cañas, maestro de novicios, profesor en la Universidad Católica de Chile, vice-Provincial de los Salesianos en Chile, vicario episcopal para las Religiosas en Santiago.
Pablo VI lo eligió Obispo de Punta Arenas el 28 de marzo de 1974. Consagrado en el templo de la Gratitud Nacional en Santiago el 27 de abril de 1974 por el Card. Raúl Silva Henríquez, Arzobispo de Santiago. Co-ordenantes principales: Mons. Sótero Sanz, Nuncio Apostólico, y Mons. Sergio Valech, Obispo tit. de Zabi.
Su lema episcopal “Que sean uno”. Tomó posesión de su diócesis en abril de 1974. Sucedió a Mons. Vladimiro Boric, fallecido en 1973. Hizo la Visita Ad limina en 1979, 1984, 1989 y 2002.
Celebró el I Sínodo de Punta Arenas en 1979. Participó en la III Conferencia General del Episcopado Latinoamericano en Puebla, 1979; y en el Sínodo de Obispos de 1983, en Roma. Ha desempeñado varios cargos en la Conferencia Episcopal de Chile.
El Papa Benedicto XVI el 4 de marzo de marzo de 2006 le aceptó la renuncia al gobierno pastoral de la Diócesis que le había presentado por razón de salud y lo nombró Administrador Apostólico hasta que asumiera su sucesor Mons. Bernardo Bastres F. sdb.
Se retiró a vivir a la Casa Inspectorial Salesiana en Santiago.
Fallece el día 12 de febrero del año 2022 en la ciudad de Santiago.

## Premios y distinciones
Entre otros, recibió los siguientes premios y distinciones:
- Medalla Bicentenario (2011) entregada por el Senado de Chile por su labor en pro de los Derechos humanos.
- Homenaje (2009) por su contribución en las gestiones de paz en la crisis entre Argentina y Chile (1978).
- Premio por la Paz “Juan XXIII” (2008) entregado por la Diócesis de Punta Arenas.
- Distinción “Cardenal Raúl Silva Henríquez” (2007), en atención a su dedicación a los ideales contenidos en la Declaración de Principios de la Universidad.